# Белов, Иван Васильевич (ректор)
Иван Васильевич Белов  — советский хозяйственный, государственный и политический деятель, доктор экономических наук, почетный профессор МИИТа, почетный академик Академии транспорта России, заслуженный деятель науки РСФСР.

## Биография
Родился в 1923 году в деревне Константиново. Член КПСС.
Участник Великой Отечественной войны в 66-м штурмовом авиационном полку действующей армии. С 1950 года — на хозяйственной, общественной и политической работе. В 1950—1994 гг. — аспирант, ассистент, старший преподаватель, доцент, секретарь партбюро, декан факультета МТЭИ, доцент, профессор, ректор Московского института инженеров транспорта, заведующий кафедрой, профессор кафедры «Экономика транспорта».
Умер в Москве в 1994 году.